# Toombs County
Toombs County is een county in de Amerikaanse staat Georgia.
De county heeft een landoppervlakte van 950 km² en telt 26.067 inwoners (volkstelling 2000). De hoofdplaats is Lyons.